# ブルガリア正教会
ブルガリア正教会（ブルガリアせいきょうかい、ブルガリア語: Българска православна църква / Bǎ́lgarska pravoslávna cǎ́rkva）は、世界の正教会とフル・コミュニオンの関係にある独立正教会の一つ。ブルガリアを中心にブルガリア人の間で信仰されている正教会の一組織である。

## 概要
正教会は一カ国に一つの教会組織をそなえることが原則だが（ブルガリア正教会以外の例としてはギリシャ正教会、ロシア正教会、日本正教会など。もちろん例外もある）、これら各国ごとの正教会が異なる教義を信奉している訳では無く、同じ信仰を有している。
スラヴ系教会のなかでは最も古く独立正教会となった（9世紀末に成立）。ブルガリア王ボリス1世のキリスト教への改宗に起源を持ち、927年、次代の王シメオン1世の指導下にコンスタンディヌーポリ総主教座から独立した正教会が確立された。
現在、ブルガリア国内に約650万人、他のヨーロッパ諸国や北米に100万から200万人の信徒を持つ。現在の最高指導者はネオフィト総主教で、2013年に前任者の死没に伴って総主教に選出された。

## 現況
ブルガリア正教会は自身を、唯一、聖、公、使徒教会と不可分の一員であるとし、総主教庁の名の下に自律している。ブルガリア共和国内では13の主教区がり、加えて西欧・中欧・米州・オーストラリアにおけるブルガリア人のための2つの教区がある。ブルガリア正教会の主教区は58の管轄区に細分され、2600の教会にさらに分けられて構成されている。
ブルガリア正教会の全領域における最高の聖職・教会司法・管轄の効力は、聖シノドによって行使されている。聖シノドには総主教、教区における高位聖職たる府主教が含まれる。教会における教会生活は教区司祭によって指導されるが、教区司祭の数は1500人である。ブルガリア正教会にはブルガリア国内に120の修道院があり、2000人の修道士と、ほぼ同数の修道女とがいる。

## 教区
- ブルガリア国内における教区

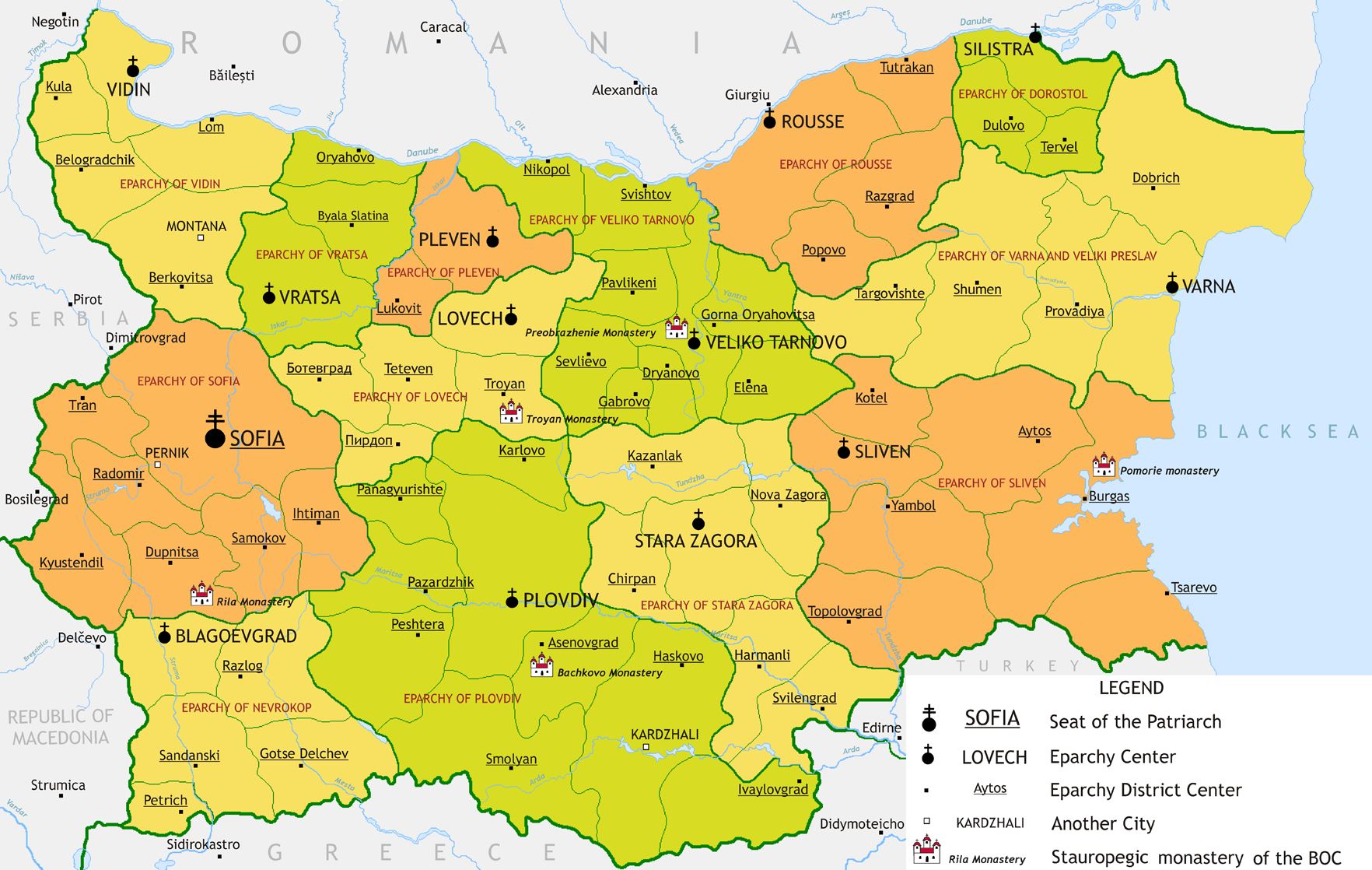
ブルガリア国内にあるブルガリア正教会の主教区を示す地図

  - ヴィディン主教区（ブルガリア語: Видинска епархия）
  - ヴラツァ主教区（ブルガリア語: Врачанска епархия）
  - ロヴェチ主教区（ブルガリア語: Ловчанска епархия）
  - ヴェリコ・タルノヴォ主教区（ブルガリア語: Търновска епархия）
  - ドロストル主教区（ブルガリア語: Доростолска епархия、主教座はシリストラに所在）
  - ヴァルナおよび大プレスラフ主教区（ブルガリア語: Варненскa и Bеликопреславска епархия、主教座はヴァルナに所在）
  - スリヴェン主教区（ブルガリア語: Сливенска епархия）
  - スタラ・ザゴラ主教区（ブルガリア語: Старозагорска епархия）
  - プロヴディフ主教区（ブルガリア語: Пловдивска епархия）
  - ソフィア主教区（ブルガリア語: Софийска епархия）
  - ネヴロコプ主教区（ブルガリア語: Неврокопска епархия、主教座はブラゴエヴグラトに所在）
  - プレヴェン主教区（ブルガリア語: Плевенска епархия）
  - ルセ主教区（ブルガリア語: Русенска епархия）
- ブルガリア国外における教区
  - 中欧および西欧主教区（英語: Eparchy of Central and Western Europe、主教座はベルリンに所在）
  - アメリカ合衆国、カナダおよびオーストラリア主教区（英語: Eparchy of USA, Canada and Australia、主教座はニューヨークに所在）

## 歴史

### 初期キリスト教

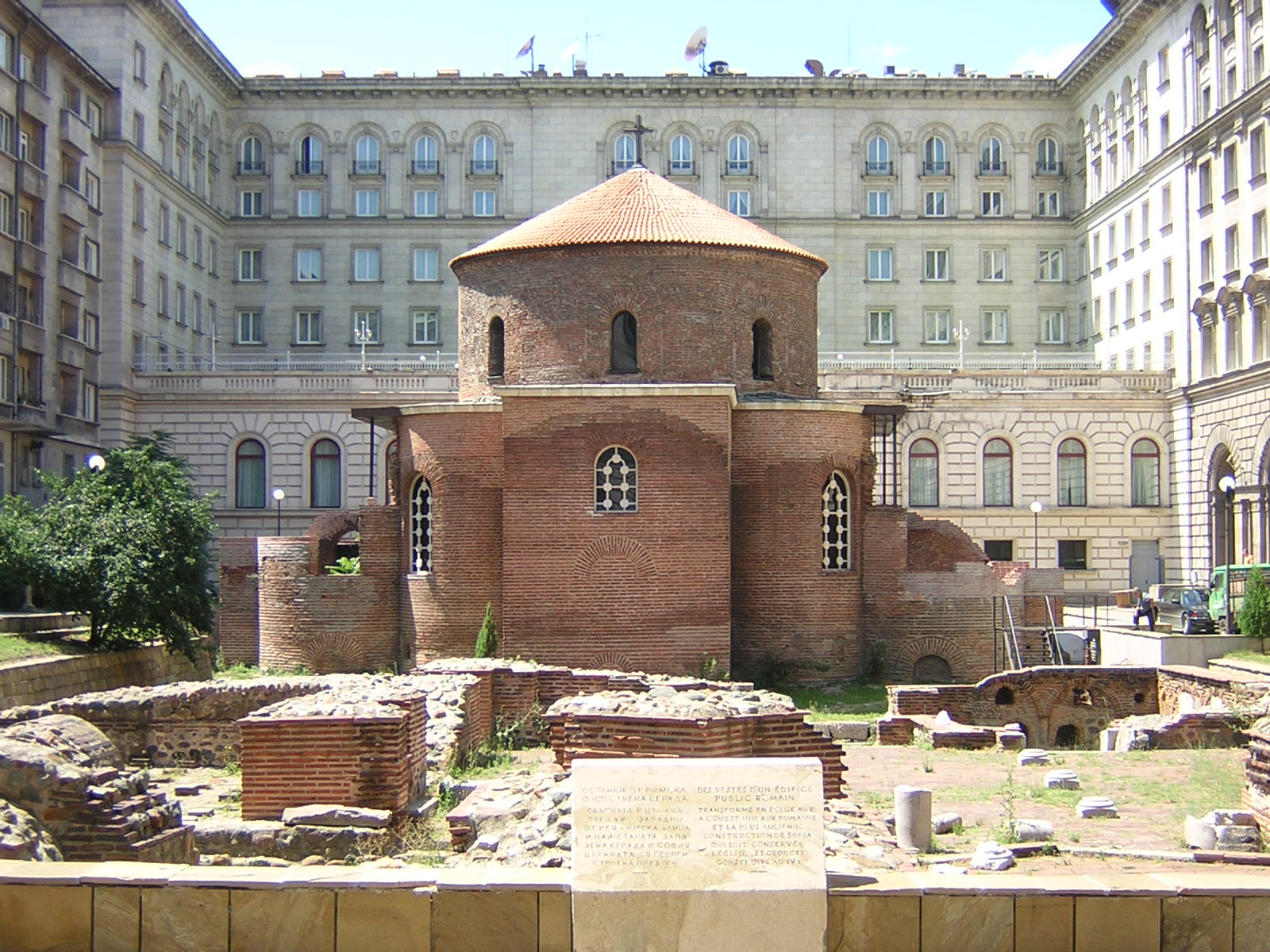
聖ゲオルギ・ロタンダ聖堂（4世紀、ソフィア）

ブルガリア正教会の起源は、1世紀の初代教会時代にバルカン半島において成長したキリスト教共同体・教会にある。キリスト教はその初期共同体が編成されていった1世紀に、使徒パウロと使徒アンデレによってブルガリアおよび他のバルカン半島地域によってもたらされた4世紀初頭には、キリスト教はこの地域で主要な宗教となっていた。セルディカ（ソフィア）、フィリポポリス（プロヴディフ）、オデッスス（ヴァルナ）、アドリアノープル（エディルネ）は、ローマ帝国における重要なキリスト教の中心地であった。
4世紀・5世紀における蛮族の侵攻・進入と、6世紀・7世紀におけるスラヴ人とブルガール人の定住により、直接的な破壊行為は伴われなかったにもかかわらず、ブルガリア地方におけるキリスト教教会組織はかなりのダメージを受けた。キリスト教は、生き残ったキリスト教徒から周囲の多数派であるスラヴ人に対して広がり始めた。9世紀半ばには、特にトラキア、マケドニアに住む、ブルガリアのスラヴ人の多数派がキリスト教化されるに至った。この改宗の過程においてブルガール人貴族においても同様のキリスト教化がなされた。ブルガリアのツァールボリス1世がキリスト教を公式に865年に採用してはじめて、ブルガリア教会の独立教会としての位置づけが確立された。

### 設立
ボリス1世は、ブルガリアのキリスト教の進歩、統治と威信は、独立正教会によって管掌される賢明な聖職者によって達成する事が出来ると信じていた。最終的に、870年までの5年間の間にコンスタンディヌーポリ総主教とローマ教皇の間を巧みに操り、結果、第4コンスタンティノポリス公会議においてブルガリア大主教区に対して自治権が与えられた。大主教座はブルガリアの首都プリスカに置かれ、ブルガリア国家の全領域を管掌した。コンスタンディヌーポリ総主教とローマ教皇の間でのブルガリア大主教区における主導権争いは、コンスタンディヌーポリ総主教側の下にブルガリア大主教区が入る事に決着し、最初の首座主教、聖職者、および神学書もコンスタンディヌーポリ総主教側からブルガリアにもたらされた。

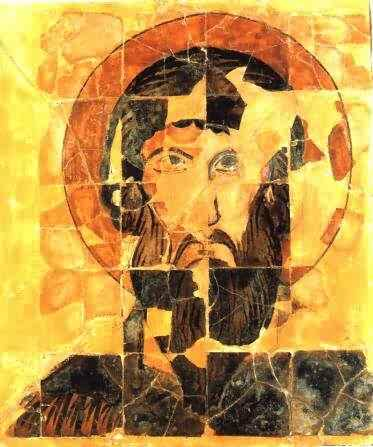
聖テオドルのイコン（セラミック製、プレスラフ、900年頃、ソフィア国立考古学博物館所蔵）

大主教区は国内における完全な自治を享受していたが、ボリス1世の目標は殆ど達成されなかった。東ローマ帝国の聖職者からもたらされたギリシャ語奉神礼は、ブルガリア人の文化的進歩を促進せず、ブルガリア国家の統合にも寄与しなかった。このことは結局、ブルガリアの国家・民族のアイデンティティの喪失に繋がるものであった。ボリス1世は886年に、キュリロスとメトディオスの弟子達（オフリドのクリメントもその中に含まれていた）が到着した事を一つの機会として歓迎した。ボリス1世は彼らに、将来のブルガリア人聖職者に対して、グラゴル文字と、キュリロスとメトディオスにより用意されたスラブ語奉神礼を教えるという任務を課した。この奉神礼はテッサロニキから来たマケドニアのスラヴ人に固有のものに則っていた。893年、ボリス1世はギリシャ人聖職者をブルガリアから追放し、ギリシャ語をスラヴ・ブルガリアの母語に置き換えるよう命令した。

### 独立正教会位の獲得 (総主教庁)
東ローマ帝国に対するアヘロイの戦い（Battle of Acheloos、今のポモリエの近くで行われたもの）とカタシルタイの戦い（Battle of Katasyrtai）における二つの決定的な勝利の後、ブルガリア国家は、919年に開催された教会および国家会議において、自治正教会としてのブルガリア大主教区を独立正教会とし、首座を総主教位に昇格させる事を宣言した。ブルガリアと東ローマ帝国の間で、20年間の長きにわたる戦争を終わらせる和平が927年に締結され後、コンスタンディヌーポリ総主教庁はブルガリア正教会の独立正教会としての地位と総主教位を承認した。ブルガリア総主教庁ははじめてのスラヴ系独立正教会であった。これはセルビア正教会の独立正教会位獲得の1219年より約300年、ロシア正教会の独立正教会位獲得の1596年より約600年早い。また、ローマ、コンスタンディヌーポリ（コンスタンティノープル）、エルサレム、アレクサンドリア、アンティオキアに続く、6番目の総主教区でもある。総主教座は新しいブルガリアの首都であるプレスラフに置かれた。総主教は致命者と伝統により古いキリスト教の中心地であったドラスタル（シリストラ）に居住する傾向があった。

### オフリド大主教区
972年4月5日、東ローマ帝国皇帝ヨハネス1世ツィミスケス（イオアンニス1世ツィミスキス）はプレスラフを攻略して焼き払い、ブルガリアのツァールボリス2世を捕えた。ダミアン総主教は、当初は西ブルガリアのスレデツ（ソフィア）に逃亡した。続く時代、ブルガリア総主教の居住地はコミトプリ（Comitopuli）と呼ばれる君主制支配と東ローマ帝国の間の戦争の展開に密接に影響を受けた。総主教ゲルマンは断続的に、モグレン、ヴォデン（エデッサ、現北部ギリシャ）、プレスパ（現北マケドニア南部）に居住した。990年頃、次代の総主教フィリップはオフリド（現北マケドニア南西部）に居住地を移し、ここが総主教の座所となった。
1018年、ブルガリアが東ローマ帝国の支配下に服すると、ヴァシリオス2世（バシレイオス2世）ブルガロクトノス（「ブルガリア人殺し」を意味する異名）はブルガリア正教会の独立正教会位を承認した。特別条例（royal decrees）により、帝国政府はブルガリア正教会の領域・教区・財産・特権を認めるとした。ブルガリア教会は総主教位を剥奪され、大主教区に格下げされた。最初の大主教イオアンはブルガリア人であったが、後継者達およびその後の全ての高位聖職者達は例外なくギリシャ人に占められた。しかしながら修道士や普通の司祭は依然として主にブルガリア人であった。大半において大主教区は民族的性格を維持し、スラヴ語奉神礼を保持し、ブルガリア文学の発展に貢献し続けた。オフリド大主教区の独立正教会位は、ビザンティン時代、ブルガリア時代、セルビア時代、オスマン帝国時代の間、尊重され続け、1767年の不法な廃止まで存続した。

### タルノヴォ総主教庁
1185年・1186年の、ペタル4世（Peter IV）とイヴァン・アセン1世（Ivan Asen I）兄弟による反乱が成功した結果、第二次ブルガリア帝国の創設者達はタルノヴォを首都とした。国家の主権は教会の独立性と不可分であるとするボリス1世以来の原則により、兄弟は直ちにブルガリア総主教座の回復に取り掛かった。手始めに、彼等は独立した大主教区を1186年、タルノヴォに創設した。当該大主教区に対する教会法上の承認と総主教座への昇格を巡る係争は約50年間に亘った。ボリス1世の例に倣い、ブルガリアのツァールカロヤンはコンスタンディヌーポリ総主教とローマ教皇インノケンティウス3世との間を数年に亘って巧みに操った。ついに1203年には後者から、タルノヴォ大主教ワシリイを「ブルガリアおよびワラキアの首座および大主教」とする宣言が出された。ローマ・カトリック教会とのこの合同は、約30年以上続いた。

ツァール・イヴァン・アレクサンダル (1331-1371)。イヴァン・アレクサンダルの四福音書（ロンドン・ゴスペル）からの図像。1356年頃、the British Library

ツァール・イヴァン・アセン2世（Ivan Asen II, 1218-1241）の統治時代に、ローマとの合同状態の終焉と、ブルガリア正教会の独立正教会位の承認の環境が創出された。1235年に、一つの教会会議がランプサコス（Lampsakos）に召集された。コンスタンディヌーポリ総主教ゲルマノス2世が議長を務めたこの会議において、東方の全ての総主教の同意を経て、会議はブルガリア正教会の総主教位を確立し、ブルガリア大主教ゲルマンを総主教に叙した。
13世紀末にタルノヴォ総主教庁の教区は縮小したが、その権威は東方正教会世界においてなお高位を保っていた。コンスタンディヌーポリ総主教からの抗議にもかかわらず、セルビア正教会の総主教位を1346年に承認したのはタルノヴォ総主教であった。14世紀にはタルノヴォ総主教庁の庇護下にタルノヴォ文学派（Tarnovo Literary School）は発展し、ブルガリア総主教エフティミイ（Patriarch Evtimiy）、グリゴリイ・ツァンブラク（Gregory Tsamblak）、コンスタンティン・コステネチキ（Constantine of Kostenets）らを輩出した。重要な文化的開花が文学・建築・絵画において特筆され、宗教的・神学的文学もまた花開いた。
オスマン帝国によってタルノヴォが1393年に陥落し、総主教エフティミイが流刑となると、独立正教会組織は再び破棄された。ブルガリア主教区はコンスタンディヌーポリ総主教庁に従属させられた。もうひとつのブルガリアの宗教的中心地であったオフリド大主教区は若干の間（1767年まで）残り、信仰と敬神の拠り所となった。

### オスマン帝国時代
オスマン帝国がイスラーム国家であったために、オスマン帝国による支配を受けた時代は、ブルガリア正教会の歴史の中でも大変困難なものとなった。同様にブルガリア人の歴史においても最も困難な時代であった。オスマン帝国による突如とした征服後、ブルガリアの教会と修道院の大多数は、タルノヴォにあった総主教座教会である聖昇天聖堂も含めて破却された。残った聖堂もモスクに転用された。大半の聖職者が殺害され、タルノヴォ文学派に関わった知識人は、近隣のセルビア、ワラキア、モルダヴィア、ロシアに逃れた。
オスマン帝国の支配下にあったブルガリアの多くの地域、殆どの大規模な町に致命者が記憶されているが、これらは征服当初におけるイスラームへの改宗強制の中で致命した者達である。クラトヴォの聖ゲオルギイ（1515年致命）、ソフィアの聖ニコライ（1515年致命）、スモレンの主教ヴィサリオン（1670年致命）、ガブロヴォの聖ダマスキン（1771年致命）、ムグレンの聖ズラタ（1795年致命）、ブルガリアの聖イオアン（1814年致命）、スタラ・ザゴラの聖イグナティ（1814年致命）、ガブロヴォの聖オヌフリイ（1818年致命）のほか、多くの致命者が信仰を守った。

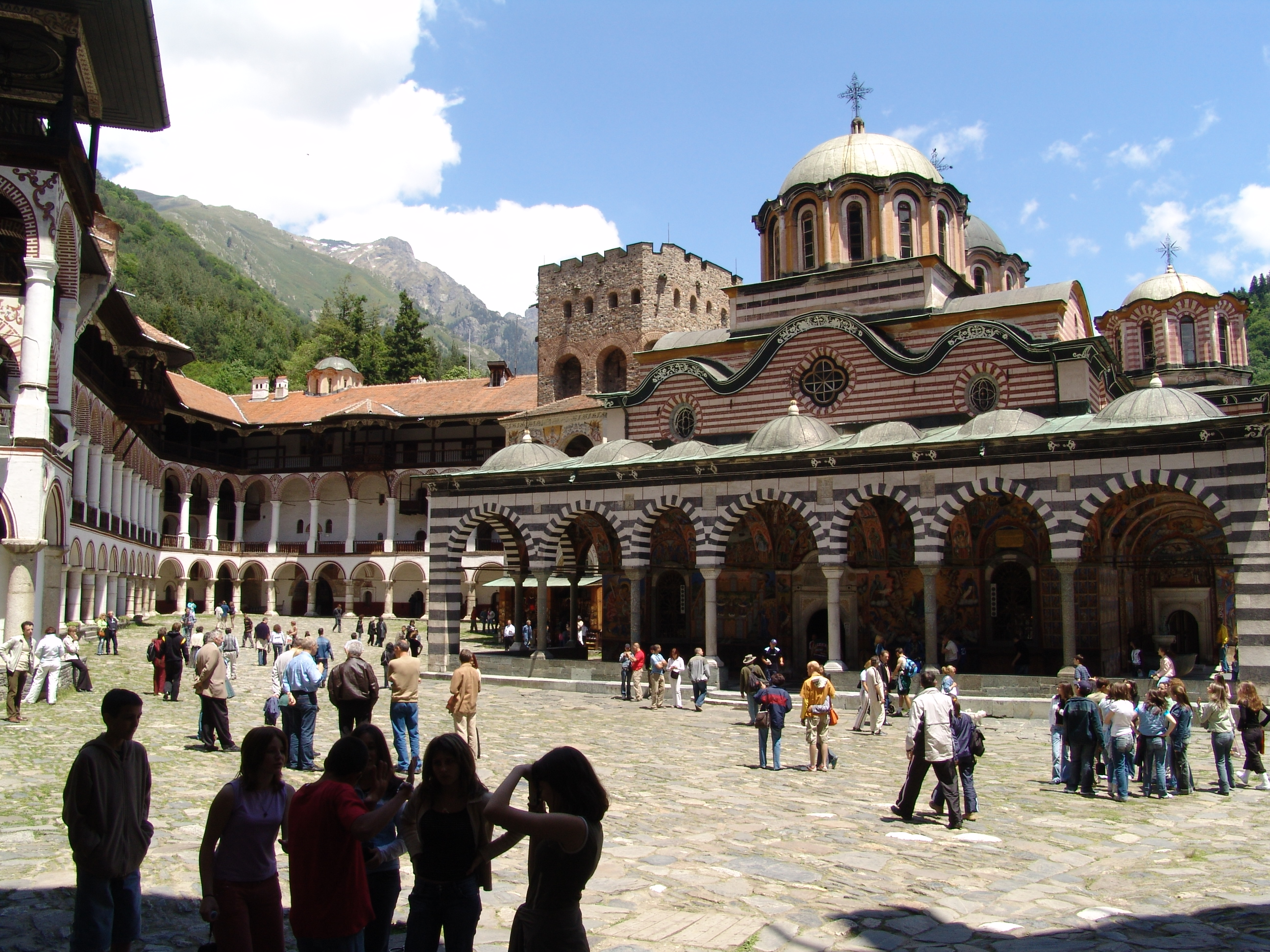
リラ修道院

多くのブルガリア正教会の指導者達が処刑された後、ブルガリア正教会はコンスタンディヌーポリ総主教庁に従属させられた。オスマン帝国のミッレト制はコンスタンディヌーポリ総主教および府主教達に重要な行政・司法上の権限の数々を与えていた。オスマン帝国支配下の初期にあって、ブルガリア教会の高位聖職者がギリシャ人にとって代わられると、ブルガリア人は、政治的にはオスマン帝国、文化的にはギリシャ人聖職者からの、二重の圧迫にさらされる事となった。18世紀後半にギリシャ民族主義が起きてきたことに伴い、聖職者達はギリシャ語とギリシャ人としての自覚を新興のブルガリアのブルジョアジーに強制した。コンスタンディヌーポリ総主教は他民族を同化する道具と化した。18世紀末および19世紀初頭には、聖職者はギリシャ語によるカリキュラムを備えた数多くの学校を創設し、またブルガリアの奉神礼を禁じかけるところであった。これらの動きは、独自の民族の文化を保持し独自の国家・民族としての生き残ったブルガリア人に対し、圧迫を加えるものであった。
修道院はオスマン帝国支配時代にあって、ブルガリアの言語とブルガリアの民族意識を保存する手段であった。特に重要な修道院として、アトス山のゾグラフ修道院とヒランダル修道院、ブルガリアのリラ修道院、トロヤン修道院、エトロポレ修道院、ドリャノヴォ修道院、チェレピシュ修道院、ドラガレフスツィ修道院がある。修道士は自らの国の特徴を修道院において保存する事につとめ、スラヴ語奉神礼を継続し、ブルガリア語文献を保存した。また、修道院に併設された学校を継続し、他の教育事業を継続、ブルガリア文化の枠組みを維持した。

### ブルガリアのエクザルフ教区

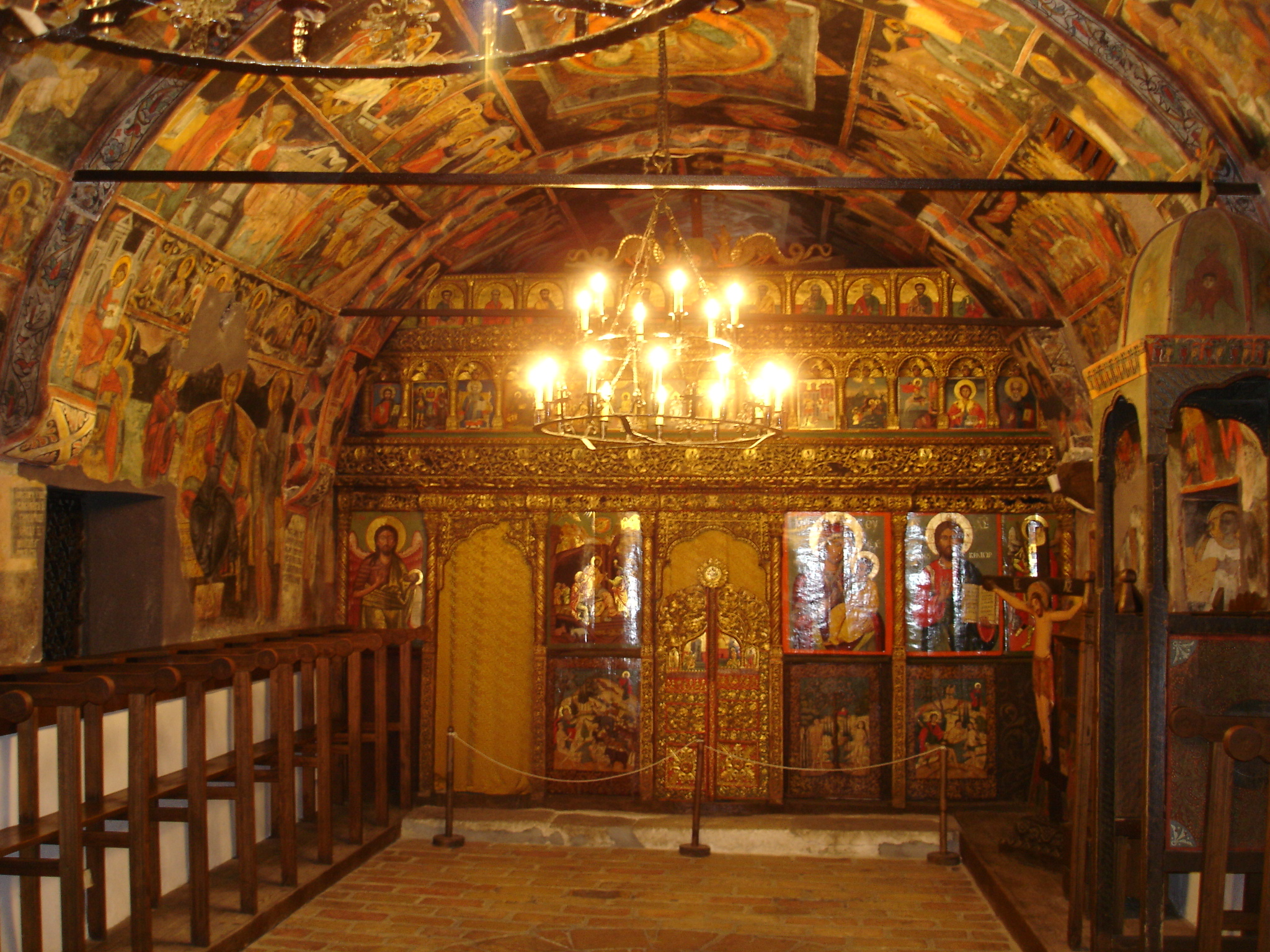
主の降誕聖堂のイコノスタシス（17世紀・アルバナシ）

1762年に、ブルガリア南部の町バンスコ出身のヒランダルの聖パイシイ（1722-1773）が、小さな歴史書を著した。これは近代ブルガリア語で書かれた最初の著述であり、さらに国家の覚醒を呼びかけた最初の書物でもあった。この著述『スラヴ・ブルガリア人の歴史』においてパイシイは同国人に対し、ギリシャ語・ギリシャ文化への隷属を捨て去るように呼びかけた。パイシイに応えた人々の中に、ヴラツァのソフロニイ（1739-1813）、ガブロヴォの修道司祭スピリドン、修道司祭イオアキム・カルチョフスキ（1820年永眠）、修道司祭キリル・ペイチノヴィチ（1845年永眠）が挙げられる。
1820年代初頭に、ブルガリアにおける幾つかの教区で、ギリシャ人聖職者の優越性に対する不満が発火した。1850年になってはじめて、ブルガリア人はギリシャ人聖職者達に対して目的ある係争を始め、何人かの主教たちをブルガリア人に代える事を要求した。このときまでに、ブルガリア人聖職者達は気付いた。すなわち、オスマン帝国におけるブルガリア人の権利を求めるこれ以上の闘争は、コンスタンディヌーポリ総主教庁からの自治正教会位を得るよう努めぬ限りは奏功しないということである。オスマン帝国は国籍を宗教によってアイデンティファイしており、ブルガリア人は正教徒であったため、オスマン帝国は彼らを「ルーム・ミッレト」の一部、つまりはギリシャ人と看做していた。ブルガリアの学校と奉神礼を獲得するためには、ブルガリア人が独立した教会機構を獲得する必要があった。
1860年代を通じ、ネオフィト・ボズヴェリとイラリオン・マカリオポルスキに指導されるブルガリア人達と、ギリシャ人達の間での係争は激しくなった。この年代の終わりに、ブルガリア人主教達は大半のギリシャ人聖職者を追放し、北部ブルガリアの大半、およびトラキア、マケドニアの北部は事実上総主教区から脱却した。1870年2月28日、スルタン公布の勅令（firman）により、オスマン帝国政府はブルガリア総主教庁をブルガリアのエクザルフ教区（Bulgarian Exarchate）の名の下に回復した。当初のエクザルフ教区は、現代北部ブルガリア（モエシア）、アドリアノープル州を除くトラキア、北東マケドニアに広がっていた。1874年に、スコピエ教区とオフリド教区の圧倒的多数のキリスト教徒がエクザルフ教区へ参加する意向を住民投票によって示すと（スコピエ: 91％、オフリド: 97％）、ブルガリアのエクザルフ教区はヴァルダルスカ・マケドニア（北マケドニア）、ピリン・マケドニアの全てをも管轄するようになった。ブルガリアのエクザルフ教区は南マケドニアの一部、アドリアノープル州の副主教達によっても部分的に代表されていた。このようにして、エクザルフ教区の境界は、オスマン帝国における全てのブルガリアの領域を含むこととなった。
コンスタンディヌーポリ総主教庁はこうした変化に対して反対し、即座にブルガリアのエクザルフ教区を分離派と断じてその追随者に異端宣告を行った。

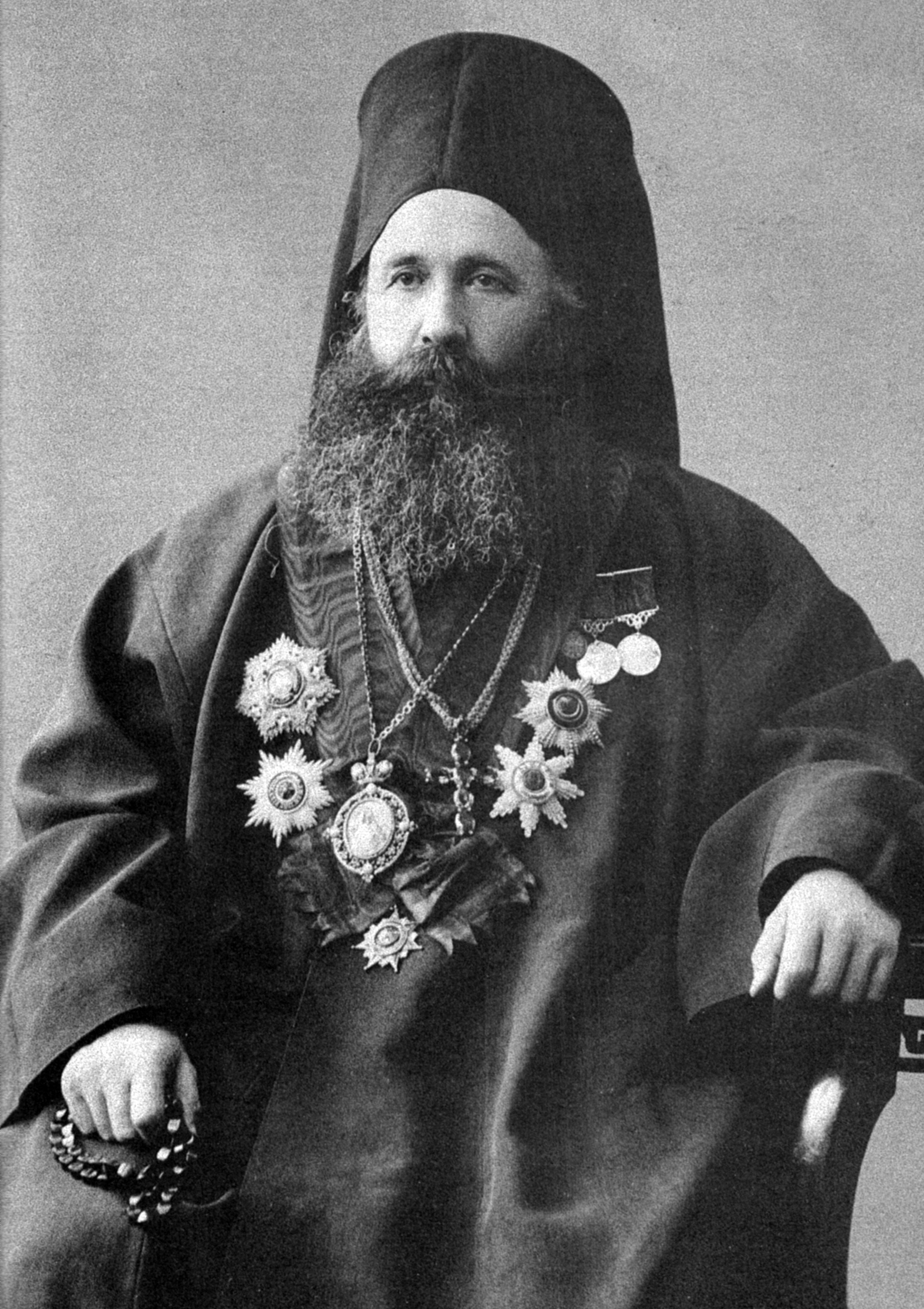
ブルガリアのエクザルフイオシフ1世（1840年 - 1915年）。リヤサを着用し、クロブークをかぶり、パナギアと十字架を胸に掛け、コンボスキニオンを持っている。

最初のブルガリアエクザルフであったアンティム1世は、1872年2月、エクザルフ教区の聖シノドによって選出された。彼はオスマン帝国政府から突如として露土戦争の勃発後の1877年4月24日に解任され、アンカラに流刑に処された。後継となったイオシフ1世は、ブルガリア公国、すなわち東部ルメリア、マケドニア、アドリアノープル州における、教会・学校の展開を図った。1885年、タルノヴォ憲法により、ブルガリア正教会は公式に公国の国教と定められた。バルカン戦争の前夜には、マケドニアおよびアドリアノープル州において、ブルガリアエクザルフ教区には7つの主教区、1218の教会、1212人の教区司祭、64の修道院、202の小聖堂があり、1373の学校に、2266人の教師、78854人の児童が居た。
第一次世界大戦後、平和条約により、ブルガリアのエクザルフ教区はそのマケドニア、エーゲ海沿いのトラキアにおける教区を失った。1913年、エクザルフイオシフ1世は座所をイスタンブールからソフィアに移した。イオシフ1世が1915年に永眠してから、ブルガリア正教会は30年間、自身の首座を選ぶ事が出来なかった。

### ブルガリア総主教庁の第二次復興

ソフィアにある総主教座大聖堂：アレクサンドル・ネフスキー大聖堂

ブルガリア総主教座の回復とブルガリア教会の首座の選出のための環境は第二次世界大戦後に整えられた。1945年には教会分裂が解かれ、コンスタンディヌーポリ総主教庁はブルガリア教会の独立正教会位を承認した。1950年には、聖シノドが総主教座の復活に向けた新規則を採択し、1953年にはプロヴディフ府主教キリルがブルガリア総主教に選ばれた。キリル総主教が1971年に永眠すると、教会はロヴェチ府主教マクシムを後任に選出し、マクシムがこんにちまでブルガリア総主教の任にある。

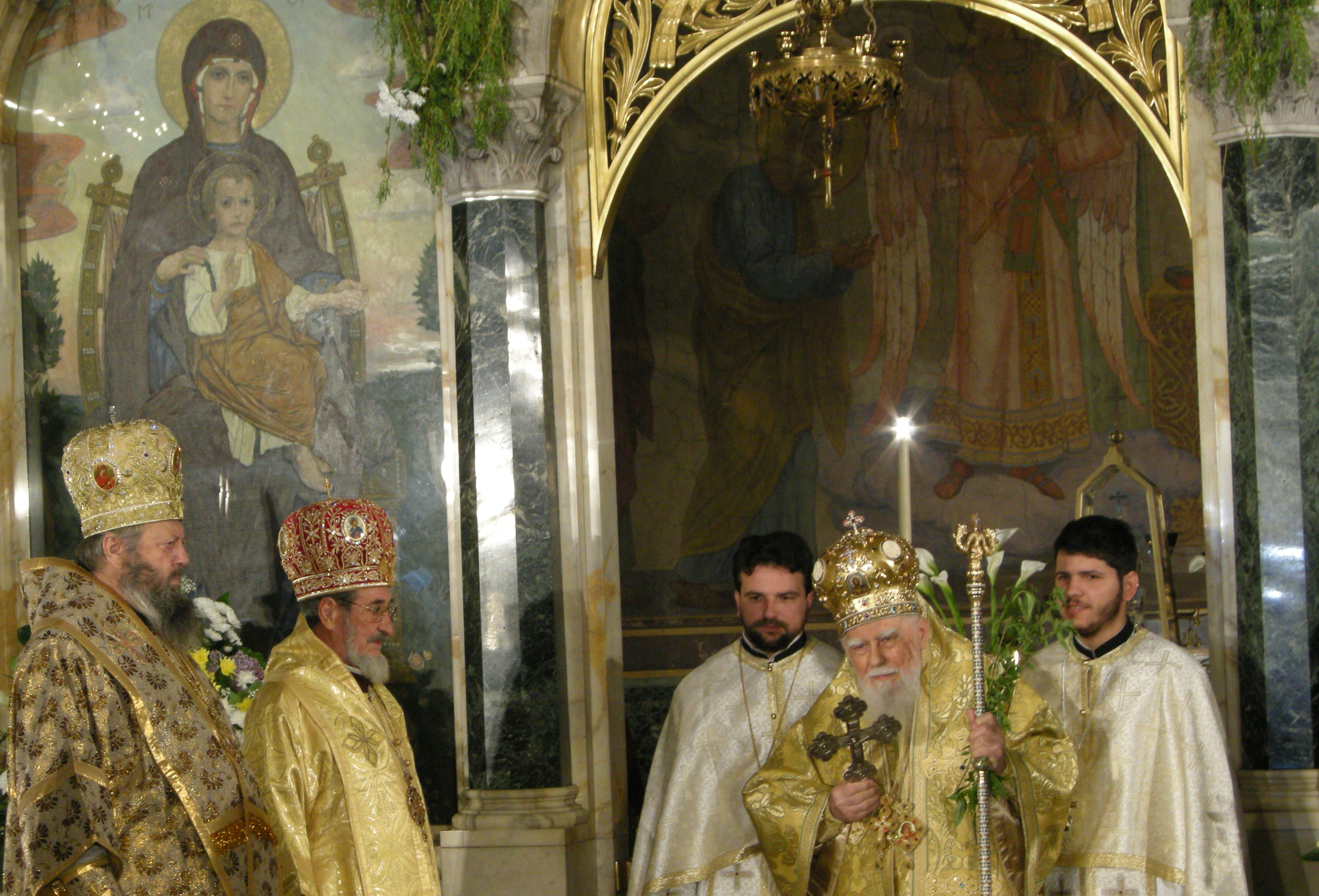
ブルガリア総主教・ソフィア府主教マクシム

共産主義政権時代（1944-89）、政権は教会を破壊しようとするよりはコントロール下に置こうとした。戦後すぐの数年間は教会指導者にとって不安定であった。1944年から1947年までの間、教会からは結婚・離婚・生死証明書の発行その他といった、行政機構と機密の両方に係る問題に対する管轄権が奪われた。学校カリキュラムからは、正教要理と教会史の学習が削られた。反宗教プロパガンダが展開され、幾人かの司祭は迫害を受けた。1947年から1949年までにかけて、教会に対して脅迫的なキャンペーンが高まった。ボリス主教は暗殺され、リラ修道院の修道院長カリストラトは投獄され、他にも多くの聖職者が暗殺されるか国家反逆罪の嫌疑を掛けられた。やがて共産主義者は体制支持を拒絶する全ての聖職者を罷免した。1948年に出された反共産主義ととれる本の共著者であったエクザルフ、ステファンは追放された。
この頃から1989年にソ連が解体し共産主義が崩壊するまで、ブルガリア正教会とブルガリア共産党は近しい関係を持ちつつ共存し、互いに支えあってきた。共産党は1953年5月にエクザルフ教区が総主教区に昇格するに際して支援を行った。1970年にはエクザルフ教区（第一次世界大戦後までの管轄区を含む）が、現代ブルガリアに加えてマケドニアとトラキアを含んでいた事を想起させる記念式典が行われた。こんにち、他の独立正教会と同様に、ブルガリア正教会はマケドニア正教会の独立正教会位を承認していない。

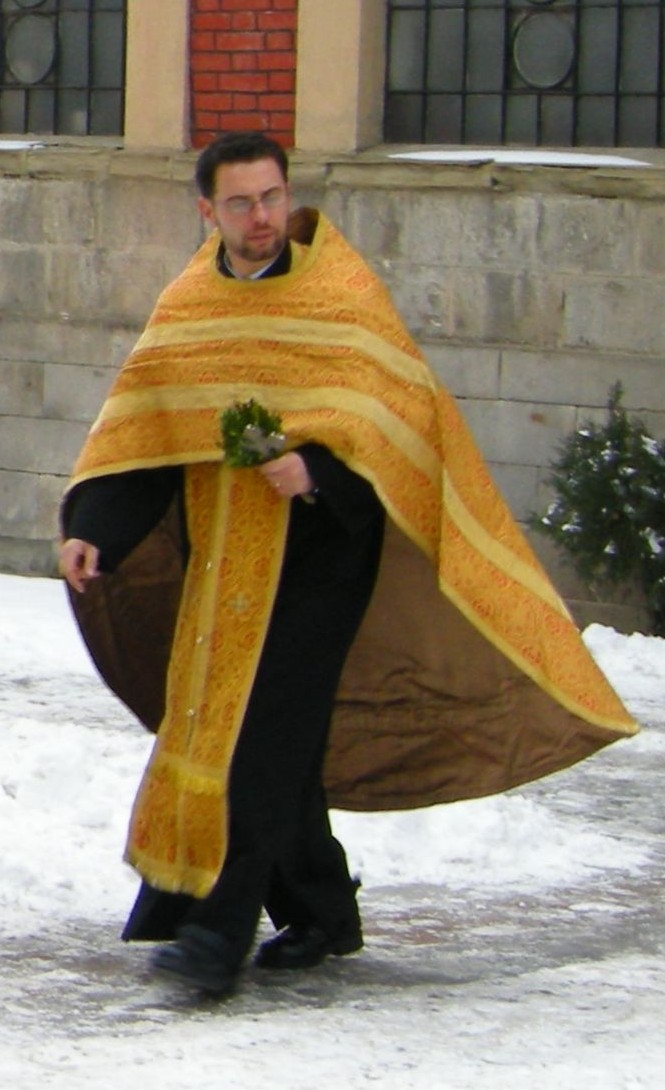
ブルガリア正教会の司祭。リヤサの上からフェロン、エピタラヒリ、ポルーチを着用している。

## 分類
- 正教会（ギリシャ正教、東方正教会） — 正教会の洗礼・聖体機密（聖体礼儀）を含む機密（秘蹟）は全ての正教会で有効。「ルーマニア正教会」「ロシア正教会」は組織名であり、一組織を信仰するかのような「ロシア正教を信仰する」「グルジア正教を信仰する」といった表現は誤りである。
  - 独立正教会（一部からの承認のみのものを含む）
    - アメリカ正教会
    - アルバニア正教会
    - アレクサンドリア教会（アレクサンドリア総主教庁）
    - アンティオキア教会（アンティオキア総主教庁）
    - ウクライナ正教会 (2018年設立)
    - エルサレム教会（エルサレム総主教庁）
    - キプロス正教会
    - ギリシャ正教会
    - グルジア正教会
    - コンスタンティヌーポリ教会（コンスタンティヌーポリ全地総主教庁）
    - セルビア正教会
    - チェコスロバキア正教会
    - ブルガリア正教会
    - ポーランド正教会
    - マケドニア正教会　一部のみその地位を承認。
    - ルーマニア正教会
    - ロシア正教会

  - 自治正教会（一部の承認のものも含む）
    - エストニア使徒正教会 — 一部のみその地位を承認。承認していない教会からは一教区扱い。
    - シナイ正教会
    - 正統オフリド大主教区 — 一部のみその地位を承認。承認していない教会からは一教区扱い。
    - 中国正教会 — 一部のみその地位を承認。承認していない教会からは一教区扱い。
    - 日本ハリストス正教会 — 一部のみその地位を承認。承認していない教会からは一教区扱い。
    - フィンランド正教会

  - 自主管理教会
    - アンティオキア正教会北米大主教区
    - ウクライナ正教会 (モスクワ総主教庁系)
    - エストニア正教会 — ロシア正教会の自主管理教会。
    - 在外ロシア正教会
    - モルドバ正教会
    - ラトビア正教会
    - 他